# Дитрих фон Холтиц
Дитрих Хуго Херман фон Холтиц (Лока Прудницка, 9. новембар 1894 – Баден-Баден, 5. новембар 1966) је био немачки генерал, последњи нацистички гувернер Париза, познат као Спаситељ Париза.

## Биографија

### Први светски рат
Рођен је у пруској аристократској породици са дугом војном традицијом. Постао је војник неколико месеци пре избијања Првог светског рата. Борио се на Западном фронту и учествовао у Првој бици на Марни и бици на Соми. Рат је завршио као потпоручник и остао је активан у немачким оружаним снагама.

### Други светски рат
На почетку Другог светског рата, током инвазије на Пољску, налазио се у саставу Армијске групе Југ. Имао је важну улогу током напада на Холандију и битке за Ротердам 1940. године, када је његова група заузела кључне тачке од стратешког значаја за даљи продор немачких снага.

#### Источни фронт
На почетку операције Барбароса, Холтицов пук је био стациониран у Румунији, па је ангажован као део армијске групе Југ у Украјини. Његов пут је водио кроз Бесарабију, прешао је Дњепар 30. августа 1941. године, а крајем октобра борио се на Криму.
Као део 11. армије фелдмаршала Ериха фон Мајнштајна, пук се борио у опсади Севастопоља. Опсада је била крвава за његов пук, који је смањен са 4.800 људи на само 349, а и он је рањен у руку.
Током оштре зиме на размеђу 1941. и 1942. године, фон Холтиц се мучио са срчаним проблемима и почео да показује симптоме хроничне опструктивне плућне болести. Убрзо је унапређен у генерал-мајора и постављен је за вршиоца дужности команданта 260. пешадијске дивизије 1942. године. Затим је следеће године унапређен у генерал-лајтнанта и добио је команду над 11. Панзер дивизијом, коју је водио током Курске битке.

### Западни фронт 1944
У марту 1944. године, премештен је на запад, где узима учешће у Италијанској кампањи. Даље је био придружен немачким снагама које су имале задатак да спрече савезничко искрецавање на Нормандију.

### Гувернер Париза
За војног гувернера Париза је именован 7. августа 1944. године. На располагању је имао свега 20.000 слабо мотивисаних војника са којима није могао да пружи ефикасан отпор. Уследили су штрајкови француске полиције, као и устанак под вођством Комунистичке партије Француске. На иницијативу шведског генералног конзула, привремено су прекинуте уличне борбе, али је све било неизвесно.
Генералу фон Холтицу је 23. августа стигло лично Хитлерово наређење: „Париз не сме прећи у руке савезника, осим као поље рушевина“. Отпочело је минирање мостова, споменика и важних грађевина у Паризу. Савезници су на ободе града избили 24. августа и тог јутра је Холтиц одлучио да неће извршити наређење, односно да неће уништити Париз. Предао се наредног дана Слободној Француској. Ово је допринело томе да добије надимак Спаситељ Париза.
Ипак, Луфтвафе је већ наредног дана наставио да бомбардује град и наноси велику штету, која је свакако била мања него да је град уништен по првобитном плану.
У мемоарима које је објавио 1951. године под насловом "Од Севастопоља до Париза: Војник међу војницима", фон Холтиц је записао да се одлучио да не изврши наређење зато што је био свестан узалудности такве наредбе са војничког аспекта, свести да Хитлер више није разуман, али и наклоности француској култури и њеној престоници. Записао је и да се коначно одлучио да одбије наређење, након целовечерњег разговора са шведским конзулом Раулом Нордлингом.

### Живот након рата
У заробљеништву је остао до 1947. године, а против њега никада нису подигнуте никакве оптужнице. Умро је 5. новембра 1966. године у Баден-Бадену. Сахрањен је на локалном гробљу у присуству француских официра.